# Bestuurlijke indeling van Denemarken

Regio's van Denemarken met hun hoofdsteden

De bestuurlijke indeling van Denemarken telt de volgende bestuurlijke niveaus:
- Regio's (Regioner): Sinds 1 januari 2007 is Denemarken ingedeeld in regio's, die de bestuurlijke indeling in provincies geheel hebben vervangen.
- Gemeenten (Kommuner). De laatste bestuurlijke indeling in 98 gemeenten (zie lijst) dateert van 1 januari 2007. Tot die datum was het land opgedeeld in 270 gemeenten.
- Ertholmene wordt direct door het Deense Ministerie van Defensie bestuurd.

## Voormalige bestuurslagen
- Provincies van Denemarken (tot 2007)
- Gemeenten van Denemarken (tot 2007)
- Amter van Denemarken (1793-1970)

Hoofdstad (Inclusief Bornholm) · Midden-Jutland · Noord-Jutland · Seeland · Zuid-Denemarken

Tot 2007: Aarhus · Bornholm · Frederiksborg · Funen · Kopenhagen · Noord-Jutland · Ribe · Ringkjøbing · Roskilde · Storstrøm · Vejle · Vestsjælland · Viborg · Zuid-Jutland 